# Brit Award para Artista Internacional
O Brit Award para Artista Internacional (no original em inglês: Brit Award for International Artist) é um prêmio concedido pela British Phonographic Industry (BPI), uma organização que representa gravadoras e artistas no Reino Unido. O prêmio é apresentado no Brit Awards, uma celebração anual da música britânica e internacional. Os vencedores e indicados são determinados pela academia de votação do Brit Awards com mais de mil membros, que incluem gravadoras, editoras, gerentes, agentes, mídia e vencedores e indicados anteriores.
O prêmio foi apresentado pela primeira vez em 1986 como Artista Solo Internacional (dado a um artista masculino ou feminino), que foi ganho por Bruce Springsteen. O prêmio não foi entregue nas cerimônias de 1989 e 1991 e foi extinto em 1993. Em 2021, foi anunciado que a categoria havia sido revivida e renomeada como Melhor Artista Internacional do Ano após a remoção das categorias de gênero. Esta nova iteração do prêmio foi apresentada pela primeira vez no Brit Awards de 2022.

## Vencedores e indicados

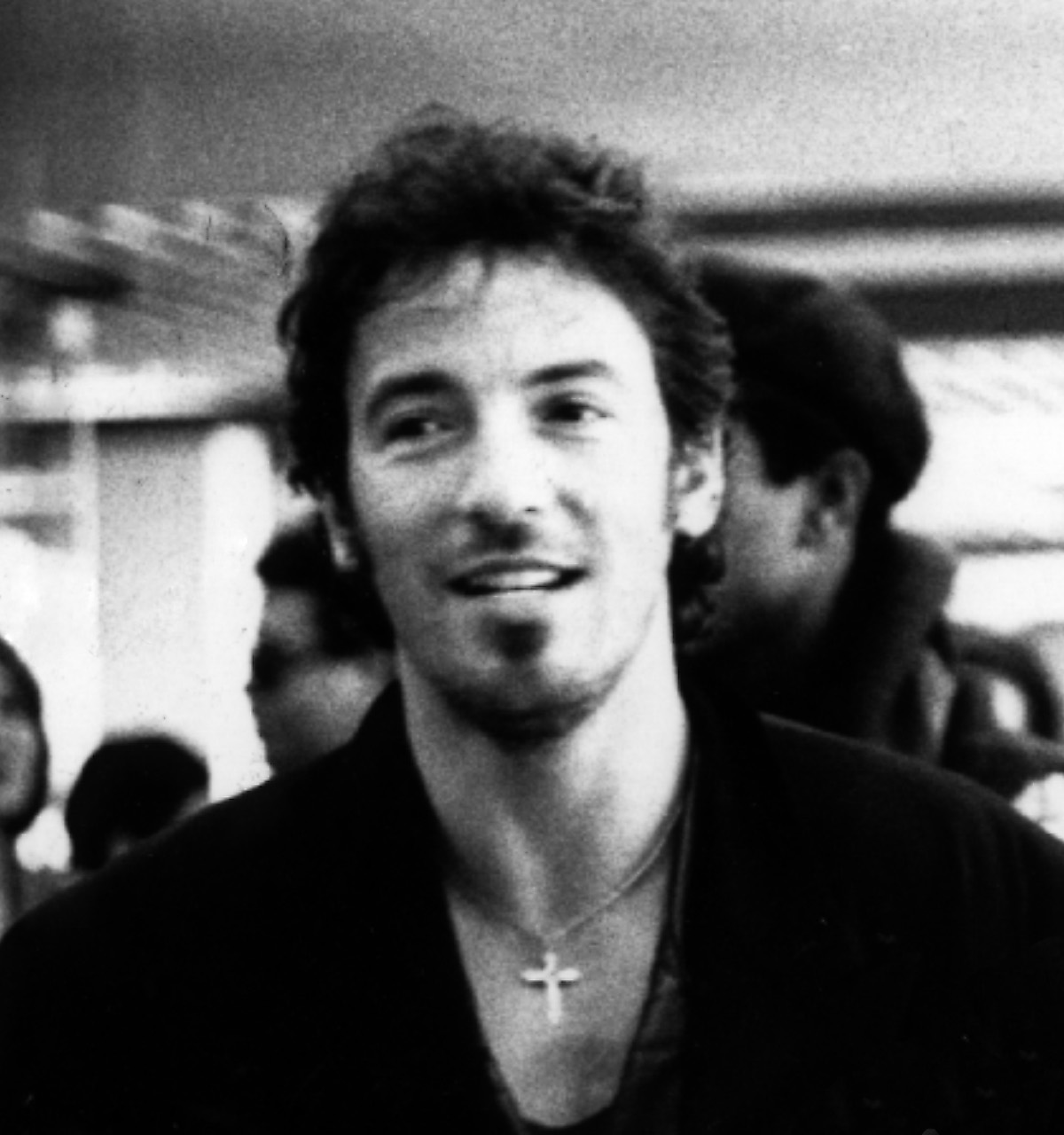
Vencedor inaugural Bruce Springsteen

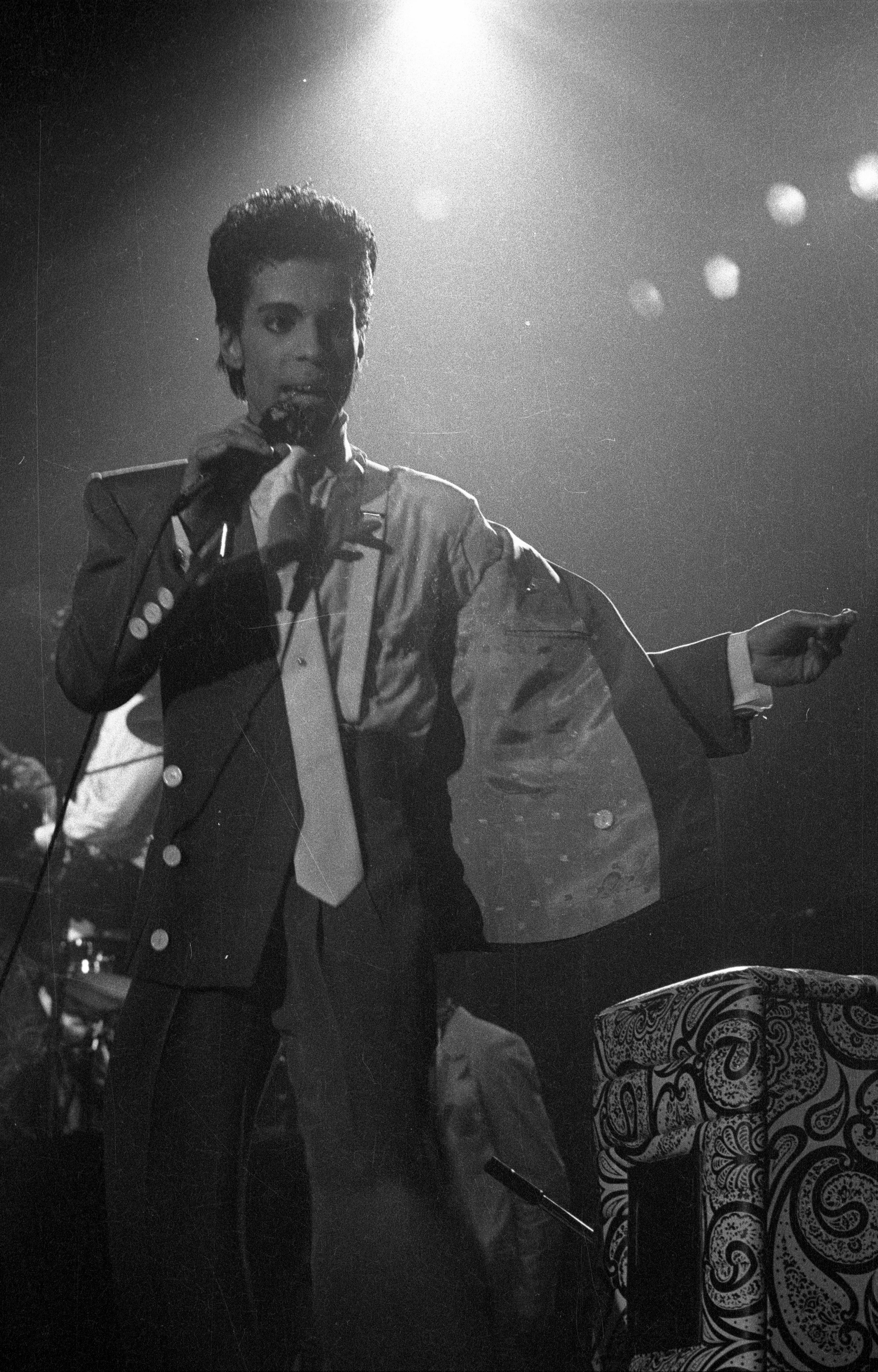
Prince venceu o prêmio duas vezes

| Ano         | Vencedor(a)       | Indicados | Ref.   |
| ----------- | ----------------- | --- | ------ |
| 1986 (6.ª)  | Bruce Springsteen | - Madonna - Lionel Richie - Tina Turner - Stevie Wonder                                                                                     | [ 4 ]  |
| 1987 (7.ª)  | Paul Simon        | - Anita Baker - Whitney Houston - Madonna - Bruce Springsteen                                                                               | [ 6 ]  |
| 1988 (8.ª)  | Michael Jackson   | - Whitney Houston - Madonna - Prince - Luther Vandross                                                                                      | [ 7 ]  |
| 1990 (10.ª) | Neneh Cherry      | - Bobby Brown - Gloria Estefan - Prince - Tina Turner                                                                                       | [ 8 ]  |
| 1992 (12.ª) | Prince            | - Bryan Adams - Michael Bolton - Enya - Madonna                                                                                             | [ 9 ]  |
| 1993 (13.ª) | Prince            | - Tori Amos - Enya - K. d. lang - Madonna - Curtis Stigers                                                                                  | [ 10 ] |
| 2022 (42.ª) | Billie Eilish     | - Doja Cat - Lil Nas X - Olivia Rodrigo - Taylor Swift                                                                                      | [ 11 ] |
| 2023 (43.ª) | Beyoncé           | - Burna Boy - Kendrick Lamar - Lizzo - Taylor Swift                                                                                         | [ 12 ] |
| 2024 (44.ª) | SZA               | - Asake - Burna Boy - Caroline Polachek - CMAT - Kylie Minogue - Lana Del Rey - Miley Cyrus - Olivia Rodrigo - Taylor Swift                 | [ 13 ] |
| 2025 (45.ª) | Chappell Roan     | - Adrianne Lenker - Asake - Benson Boone - Beyoncé - Billie Eilish - Kendrick Lamar - Sabrina Carpenter - Taylor Swift - Tyler, the Creator | [ 14 ] |